# Sweet Emma Barrett
Sweet Emma Barrett (25 de março de 1897, Nova Orleans, Louisiana – 28 de janeiro de 1983) foi uma jazzista, pianista e cantora que trabalhou com a Original Texudo Orchestra entre os anos 1923 e 1936, primeiro sob a liderança de Papa Celestin, depois sob a liderança de William Ridgely. Contemporânea de Armand Piron, John Robichaux, e Sidney Desvigne, Sweet Emma Barrett ficou bastante conhecida no jazz tradicional de Nova Orleans no início dos anos 1960 por ser uma figura icônica do Preservation Hall Jazz Band.

## Biografia
No ano de 1947, Sweet Emma Barrett aceitou trabalhar no clube local Happy Landing, mas foi em 1961 que ela lançou seu primeiro álbum pela Riverside Records New Orleans: The Living Legends que lhe trouxe reconhecimento para além da cidade de Nova Orleans. Embora a maioria das músicas desse álbum sejam instrumentais, Barrett teve seus primeiros registros como vocalista em algumas gravações. 
Ela foi apelidada Bell Gal por usar um gorro vermelho e ligas presas com sinos de Natal que tilintavam no tempo da música. Quando o Preservation Hall Jazz Band começou a sair em turnê, ela acompanhou a banda em viagens internacionais e pelos Estados Unidos.
Apesar da exposição popular que ela recebeu em concertos e aparições no exterior, Barrett continuou a sentir-se mais confortável em sua cidade natal, Nova Orleans, especialmente no French Quarter. Em 1963, em seu álbum The Bell Gal And Her Dixieland Boys Music, Sweet Emma canta em quatro das oito canções e dirige dois grupos sobrepostos. 
O Preservation Hall Jazz Band fez uma pequena aparição no filme The Cincinnati Kid, de 1965, onde Sweet Emma Barrett é caracterizada como vocalista e pianista da banda.
Em 1967, ela sofreu um derrame que paralisou o lado esquerdo de seu corpo, mas ela continuou a tocar e ocasionalmente fazer gravações até sua morte em 1983.

## Discografia
| Ano  | Nome do álbum                                                          | Gênero | Selo              |
| ---- | ---------------------------------------------------------------------- | ------ | ----------------- |
| 1968 | Sweet Emma Barrett And Her Original Tuxedo Jazz Band At Dixieland Hall | Jazz   | Riverside         |
| 1964 | Sweet Emma Barrett And Her Preservation Jazz Band                      | Jazz   | Preservation Hall |
| 1963 | Sweet Emma Barrett And Her New Orleans Music                           | Jazz   | Southland         |
| 1961 | The Bell Gal And Her Dixieland Boys                                    | Jazz   | Riverside         |
| 1960 | Sweet Emma                                                             | Jazz   | Riverside         |